# ماو فيليان
ماو فيليان (بالصينية: 毛飛廉) (مواليد 30 يوليو 1993) هو سبّاح صيني، مثّل بلاده في الألعاب الأولمبية الصيفية 2016.

## روابط خارجية
ماو فيليان على موقع الاتحاد الدولي للسباحة (الإنجليزية)
- ماو فيليان على موقع أوليمبيديا (الإنجليزية)
- ماو فيليان على موقع اللجنة الأولمبية الصينية (الإنجليزية)